# Carteriospongia foliascens
Espèce
Synonymes
Plusieurs, incluant :
- Spongia foliascens Pallas, 1766
- Carteriospongia elegans (Lendenfeld, 1888)
- Phyllospongia elegans Lendenfeld, 1888[2]

Carteriospongia foliascens (nom anglais : plate fan sponge, traduisible en "éponge en éventail en forme d'assiette") est une espèce d'éponges de la famille des Thorectidae et de l'ordre des Dictyoceratida. C'est l'espèce type du genre Carteriospongia, d'abord décrite sous le nom Spongia foliascens.
On la trouve notamment en Mer Rouge.